# Vodik
Vodík (latinsko hydrogenium) je kemični element s simbolom H, atomskim številom 1 in atomsko maso 1,00794 u. Je najlažji element v periodnem sistemu elementov. V enoatomnem stanju (H) je najpogostejša kemična snov v vesolju in tvori približno 75 % vse barionske mase. Zvezde iz glavnega niza so v začetnem obdobju svojega razvoja sestavljene pretežno iz vodika v stanju plazme. Najpogostejši izotop vodika je protij s simbolom 1H, ki ima en sam proton in nobenega nevtrona. Njegovo ime se uporablja zelo redko. 
Vesoljski enoatomni vodik se je prvič pojavil v obdobju rekombinacije. Pri standardni temperaturi in tlaku je brezbarven lahko vnetljiv in nestrupen plin brez vonja in okusa s formulo H2. Ker z večino nekovinskih elementov zlahka tvori kovalentne spojine, je na Zemlji večina vodika vezanega v vodi in organskih spojinah. Vodik igra posebej pomembno vlogo v kislo-bazičnih reakcijah. V ionskih spojinah ima lahko negativen naboj (anion z imenom ahidrid) ali pozitiven naboj, ki se običajno zapisuje s simbolom H+, čeprav  je v resnici gol proton. V ionskih spojinah ima vedno veliko bolj kompleksno sestavo od napisane. 
Vodikov atom ima kot najenostavnejši znani atom pomembno teoretično uporabnost. Vodikov atom je na primer edini nevtralni atom z analitsko rešitvijo Schrödingerjeve enačbe.  
Plinasti vodik so prvič umetno pridobili v zgodnjem 16. stoletju z mešanjem kovin in kislin. V letih 1766-1781 je Henry Cavendish prvi prepoznal vodikov plin kot diskretno snov in ugotovil, da z zgorevanjem tvori vodo. Ta lastnost mu je kasneje dala tudi ime: hidrogen v grščini pomeni vodotvoren.
Večina vodika se proizvede s parnim reformingom naravnega plina. Manj pogosta in energijsko mnogo bolj potratna metoda je elektroliza vode. Večina vodika se  porabi na mestu proizvodnje, največ  za obdelavo fosilnih goriv, na primer hidrokrekiranje, proizvodnjo amonijaka za umetna gnojila, polnjenje balonov in v zadnjem času kot vir energije v gorivnih celicah. 
V metalurgiji ni zaželen, ker povzroča krhkost mnogo kovin in otežuje gradnjo cevovodov in cistern za njegovo shranjevanje.

## Lastnosti

### Gorenje
Plinasti vodik (divodik ali molekularni vodik)
 je zelo vnetljiv in v zraku gori v zelo širokem intervalu koncentracij od 4 do 75 vol %. Sežigna entalpija je vodika -286 kJ/mol.
2 H2 (g) + O2 (g) → 2 H2O (l) + 572 kJ 286 kJ/mol
4-74 vol % zmesi vodika z zrakom in 5-95 vol % zmesi vodika s klorom so eksplozivne. Eksplozijo sprožijo iskra, toplota ali sončna svetloba. Temperatura samovžiga vodika v zraku je 500 °C. Plamen zmesi čistega vodika in čistega kisika in zmesi z visoko vsebnostjo kisika sevajo ultravijolično svetlobo, ki je s prostim očesom skoraj nevidna. Za odkrivanje gorenja uhajajočega vodika je potreben detektor plamena. Gorenje iztekajočega vodika je zato lahko izredno nevarno. Vodikov plamen v drugih pogojih je moder in podoben plamenu naravnega plina.
Najbolj katastrofalen  primer nekontroliranega gorenja vodika je bil požar na cepelinu Hindenburg. Vzrok zanj je še vedno predmet razprav, vidni oranžni plameni pa so bili posledica gorenja bogate zmesi vodik-kisik v kombinaciji z ogljikovi spojinami v cepelinovem plašču.
H2 reagira z vsemi oksidanti. S fluorom in klorom reagira že pri sobni temperaturi in tvori ustrezna vodikova halogenida, ki sta tudi potencialno nevarni kislini:
H2(g) + F2(g) → 2 HF(g)
H2(g) + Cl2(g) → 2 HCl(g)

### Energijski nivoji elektronov
Energijski nivo osnovnega stanja elektrona v vodikovem atomu je -13,6 eV, ki je ekvivalenten ultravijoličnemu fotonu z valovno dolžino približno 92 nm.
Energijski nivoji vodika se lahko precej natančno izračunajo z Bohrovim modelom atoma, ki predpostavlja, da elektroni krožijo okoli protona na orbitalah, podobno kot okrog Sonca krožijo planeti. Pojava sta v resnici povsem različna, ker protone in elektrone privlači elektromagnetna sila, planete in Sonce pa gravitacija. Zaradi diskretizacije vrtilne količine, ki jo je predpostavil Bohr v zgodnji kvantni mehaniki, lahko elektroni v Bohrovem modelu zasedejo samo določene razdalje od protona in imajo zato samo določene mogoče energije.
Natančnejši opis vodikovega atoma izhaja iz čisto kvantno mehanskega pristopa, ki za izračun verjetnosti gostote elektrona okoli protona uporablja Schrödingerjevo enačbo in Feynmanovo formulacijo potnega integrala. V kvantno mehanskih postopkih elektron v osnovnem stanju vodikovega atoma nima nobene vrtilne količine, kar dokazuje, da se koncept planetarnih krožnic za gibanje elektronov bistveno razlikuje od realnosti.

### Molekula vodika
Dvoatomne molekule vodika imajo dva spinska izomera, ki se razlikujeta po relativnem spinu njihovih jeder. V orto vodiku sta spina obeh protonov paralelna in tvorita tripletno stanje z molekulskim spinskim kvantnim številom 1 (½+½). V para vodiku sta spina antiparalelna in tvorita singlet z molekulskim spinskim kvantnim številom 0 (½–½).  Pri standardnem tlaku in temperaturi vsebuje plinasti vodik približno 25 % para oblike in 75 % orto oblike, ki se imenuje tudi »normalna oblika«. Ravnotežno razmerje med njima je odvisno od temperature. Ker je orto oblika vzbujeno stanje para oblike in ima več energije kot para oblika, je nestabilna in se je ne da izolirati v čistem stanju. Pri zelo nizkih temperaturah je v ravnotežnem stanju skoraj izključno para oblika. V tekoči in plinski fazi se termične lastnosti paravodika zaradi razlik v rotacijskih toplotnih kapacitetah značilno razlikujejo od lastnosti normalnega vodika. Razlike med orto in para obliko so opazne tudi v drugih molekulah in funkcionalnih skupinah, ki vsebujejo vodik, na primer v vodi in metilni skupini, vendar ne vplivajo značilno na njihove termične lastnosti.
Ravnotežje nekatalizirane povratne reakcije pretvarjanja para oblike v orto obliko se z naraščajočo temperaturo pomika proti orto obliki. Na hitro kondenzirani H2 zato vsebuje veliko količino energijsko mnogo bogatejše orto oblike, ki se zelo počasi pretvarja v para obliko. Razmerje med obema oblikama v kondenziranem H2 je zato pomembno za pripravo in skladiščenje tekočega vodika. Pretvorba orto oblike v para obliko je eksotermna in tvori dovolj toplote, da del tekočega vodika izpari in povzroči izgubo utekočinjenega vodika. Pretvorbo katalizirajo na primer železov(III) oksid, aktivirano oglje, platiniran azbest, redke zemeljske kovine, uranove spojine, kromov(III) oksid in nekatere nikljeve spojine.

### Faze
- komprimirani vodik
- tekoči vodik
- kašasti vodik
- trdni vodik
- kovinski vodik

### Spojine

#### Kovalentne in organske spojine
Četudi H2 pri standardnih pogojih ni zelo reaktiven, tvori spojine z večino elementov. V spojinah z bolj elektronegativnimi elementi, na primer fluorom, klorom, bromom, jodom ali kisikom, ima delno pozitiven naboj. V spojinah s fluorom, kisikom ali dušikom je lahko udeležen tudi v srednje močni nekovalentni vezi, imenovani vodikova vez, ki je odločilna za stabilnost mnogo bioloških molekul. Vodik tvori spojine tudi z manj elektronegativnimi elementi, na primer s kovinami in polkovinami, v katerih ima delno negativen naboj. Spojine se običajno imenujejo hidridi.
Z ogljikom in hetero atomi tvori ogromno spojin, ki so večinoma povezane z živimi bitji in se zato imenujejo organske spojine. Preučevanje njihovih lastnosti se imenuje organska kemija, preučevanje v živih organizmih pa biokemija. Po nekaterih definicijah je organska spojina vsaka spojina, ki vsebuje ogljik. Ker večina organskih spojin poleg ogljika vsebuje tudi vodik in je večina njihovih kemijskih lastnosti posledica vezi ogljik-vodik, je v nekaterih definicijah organska spojina pogojena ravno s prisotnostjo te vezi. Poznanih je nekaj milijonov organskih spojin, ki običajno nastajajo po zapletenih poteh, v katerih je pogosto udeležen tudi elementarni vodik. 

#### Hidridi
Vodikove spojine s kovinami in polkovinami se pogosto imenujejo hidridi, vendar je raba izraza precej ohlapna. Izraz hidrid namiguje, da ima vodikov atom v spojinah z bolj elektropozitivnimi elementi negativne oziroma anionske značilnosti, zapisane s H−. Obstoj hidridnega aniona, ki ga je predlagal Gilbert Newton Lewis leta 1916 za skupino solém podobnih spojin kovin iz I. in II. skupine periodnega sistema elementov, je leta 1920 dokazal Kurt Moers z elektrolizo taline litijevega hidrida (LiH), v kateri se je na anodi sprostila stehiometrična količina vodika. Za hidride elementov izven I. in II. skupine periodnega sistema elementov je izraz precej zavajajoč, ker predpostavlja nizko elektronegativnost vodika. Izjema v hidridih II. skupine elementov je berilijev hidrid (BeH2), ki je polimeren. V litijevem aluminijevem hidridu nosi anion AlH4+
 hidridna središča, trdno pripojena k Al(III).
Četudi lahko hidride tvori večina elementov iz glavnih skupin periodnega sistema elementov, je njihovo število in število kombinacij po skupinah zelo različno. Znanih je na primer več kot sto binarnih borovih hidridov (borani) in samo en aluminijev hidrid. Binarni indijev hidrid še ni bil odkrit, čeprav v večjih kompleksih obstojen.
V kemiji anorganskih kompleksnih spojin lahko hidridi služijo kot premostitveni ligandi, ki povezujejo kovinska središča in koordinirani kompleks. Ta funkcija je še posebej pogosta v 13. skupini elementov, posebno v boranih (borovi hidridi), aluminijevih kompleksih in grozdičastih karboranih.

#### Protoni in kisline
Oksidacija vodika odstrani njegov elektron in tvori kation H+
, ki je v bistvu gol proton. Ravno zato se ga pogosto imenuje kar proton in je bistven sestavni del kislin. Po Brønsted-Lowryjevi teoriji kislin in baz so kisline donorji protonov, medtem ko so baze njihovi akceptorji.
Prost proton H+ v raztopinah in ionskih kristalih ni obstojen zaradi njegove izjemne afinitete do drugih atomov ali molekul z elektroni. Izjema so izredno visoke temperature, povezane s plazmo, vendar se protona ne da odstraniti iz elektronskega oblaka atomov ali molekul. Izraz proton se včasih uporablja tudi bolj ohlapno in metaforično za označevanje pozitivnega naboja ali kationskega vodika, ki je vezan na druge kemijske vrste in se kot tak zapiše s H+, čeprav v prostem stanju sploh ni obstojen.
Da bi se izognili implikaciji prostega solvatiranega protona v raztopini, se za kisle vodne raztopine včasih zapiše, da je vezan v tudi malo verjetnem hidronijevem ionu H3O+, čeprav so vodikovi kationi bolj verjetno vezani v skupino s približno formulo H9O+4. Če je voda v kislih raztopinah z drugimi topili, so v njih prisotni drugi oksonijevi ioni. V nasprotju z Zemljo, na kateri je zelo redek, je v vesolju najbolj pogost ion H+3, znan tudi kot protonirani molekularni vodik ali trivodikov kation.

## Izotopi
Vodik ima 7 izotopov. V naravi so obstojni 1H, 2H in 3H. Izotopi od 4H do 7H imajo zelo nestabilna jedra in so jih pridobili samo v laboratoriju.
1H je z več kot 99,985 % deležem najpogostejši izotop vodika. Sestavljen je  iz enega samega protona, zato se včasih, vendar zelo redko, imenuje tudi protij.
2H ali D (devterij) je izotop vodika, ki ima v jedru poleg protona tudi nevtron. Ves devterij v vesolju je nastal med velikim pokom. Na Zemlji ga je samo 0,015 %. Devterij ni radioaktiven. Verjetnost zastrupitve z njim je majhna. Voda, obogatena z molekulami, ki namesto vodika vsebujejo devterij, se imenuje težka voda. Devterij in njegove spojine  se uporabljajo kot neradioaktiven sledilec v kemijskih poskusih in topilih za 1H jedrsko magnetno resonančno spektroskopijo. Težka voda se uporablja kot moderator nevtronov in hladilno sredstvo v atomskih reaktorjih.  Devterij je potencialno gorivo za komercialno jedrsko fuzijo.
3H ali T (tricij) vsebuje proton in dva nevtrona. Na Zemlji ga v naravi ni. Je radioaktiven in razpada na 3He in β sevanje. Njegov razpolovni čas je 12,32 let. Tricij je tako slabo radioaktiven, da se uporablja za svetleča barvila, na primer v urah, v katerih je že steklo dovolj močan filter, da zadrži sevanje. Majhne količine tricija nastajajo v naravi zaradi interakcij kozmičnih žarkov z atmosferskimi plini. Nastaja tudi v eksplozijah jedrskega orožja.  Uporablja se v fuzijskih jedrskih reaktorjih, kot označevalec v izotopski geokemiji,  v samostojno napajajočih se svetilih in kemični in biološki radioaktivni sledilec.
4H,  5H, 6H in 7H so umetno proizvedeni izotopi, ki imajo v jedru poleg protona še tri do šest nevtronov. Vsi so radioaktivni z razpolovnimi časi 139, 910, 300 oziroma 23 let. Produkt radioaktivnega razpada je tricij.
Vodik je edini element, katerega izotopi imajo svoja imena. V začetnem obdobju preučevanja radioaktivnosti so imeli posebna imena tudi izotopi drugih elementov. Takšno prakso so zaradi boljše preglednosti kmalu opustili. Devterij in tricij se včasih označujeta tudi z D oziroma T, simbola za protij (P) pa se ne sme uporabiti, ker je rezerviran za fosfor. Smernice IUPAC za poimenovanje kemikalij dopuščajo uporabo simbolov D in T, vendar priporočajo simbola 2H in 3H.

## Zgodovina

### Odkritje in uporaba
Leta 1671 je Robert Boyle odkril in opisal reakcijo med železovimi opilki in razredčenimi kislinami, v kateri se sprošča vodik. Leta 1766 je Henry Cavendish prvi prepoznal vodikov plin kot diskretno snov. Imenoval jo je »vnetljivi zrak« in domneval, da je istoveten s hipotetično snovjo, imenovano »flogiston«. Plin je še naprej raziskoval in leta 1781 odkril, da med njegovim zgorevanjem nastaja voda. Zaradi teh odkritij se prav njemu pripisuje odkritje vodika. Ko je Pierre-Simon Laplace s poskusi potrdil Cavendishovo odkritje, da med zgorevanjem vodika nastaja voda, je Antoine Lavoisier leta 1783 element imenoval hidrogen (iz grškega starogrško ὑδρο [hydro] – voda in  starogrško γενής [genes] – tvorec, dobesedno roditelj).
Lavoisier je vodik za svoje eksperimente proizvajal s prepihavanjem vodne pare skozi razžarjeno železno cev. Med anaerobno oksidacijo železa s protoni vode pri visoki temperaturi potekajo naslednje kemijske reakcije:
Fe(s) + H2O(g) → FeO(s) + H2(g)
2 Fe(s) + 3 H2O(g) → Fe2O3(s) + 3 H2(g)
3 Fe(s) + 4 H2O(g) → Fe3O4(s) + 4 H2(g)
Podobno reagira tudi mnogo drugih elementov, na primer cirkonij.
Vodik je prvi utekočinil James Dewar leta 1898 s cikličnim komprimiranjem, ohlajanjem in ekspandiranjem vodika in s pomočjo vakuumske posode, ki jo je sam izumil. Naslednje leto je proizvedel tudi trdni vodik.
Devterij je decembra 1931 odkril Harold Clayton Urey, tricij pa leta 1934 Ernest Rutherford, Mark Oliphant in Paul Harteck. Težko vodo, v kateri je namesto vodika vezan devterij, je odkrila Ureyeva skupina znanstvenikov leta 1932. François Isaac de Rivaz je leta 1807 patentiral de Rivazov motor z notranjim zgorevanjem, ki ga je poganjala zmes vodika in zraka. Leta 1819 je Edward Daniel Clarke izumil vodikov pihalnik, leta 1823 pa so izumili še tako imenovano Döbereinerjevo svetilko in Drumondov (apneni) reflektor.
Prvi z vodikom napolnjen balon je izdelal Jacques Charles leta 1783. Po letu 1852 so z vodikom napolnjene zračne ladje, ki jih je zasnoval Henri Giffard, postale prvo zanesljivo prevozno sredstvo za potovanje po zraku. Potovanje s trdno grajenimi zračnimi ladjami s pogonom je še posebej promoviral nemški grof Ferdinand von Zeppelin. Prvi cepelin je poletel leta 1900, prve redne proge pa so odprli leta 1910. Do avgusta 1914, ko je polete prekinila prva svetovna vojna, so cepelini brez večjih težav prepeljali 35.000 potnikov. Cepelini so se med vojno uporabljali tudi kot opazovalnice in sredstvo za bombardiranje nasprotnika. 
Prvo neprekinjeno potovanje preko Atlantika je opravila britanska zračna ladja R34 leta 1919. Odkritje rezerv nevnetljivega helija v Združenih državah Amerike v 1920. letih bi lahko znatno izboljšalo varnost poletov, vendar je ameriška vlada prepovedala njegovo prodajo nemškemu nacističnemu režimu. Vodik se je zato še naprej uporabljal, tudi v zračni ladji LZ 129 Hindenburg, ki se je 6. maja 1937 vnela po pristanku v New Jerseyu. Nesrečo so v živo prenašale radijske postaje in so jo posneli na filmski trak.  Kasnejše raziskave so pokazale, da je vžig iztekajočega vodika povzročila statična elektrika, ki je vžgala z aluminijem prevlečeno tkanino plašča zračne ladje. Po nesreči so z vodikom polnjene zračne ladje odšle v zgodovino.
Leta 1937 so v Dayton Power & Light Co. v Daytonu, Ohio, izumili prvi z vodikom hlajen turbogenerator. Zaradi velike toplotne prevodnosti vodika so tovrstni generatorji še vedno najbolj pogosta vrsta generatorjev. 
Leta 1977 so v navigacijskem satelitu ameriškega vojnega ladjevja NTS-2 prvič uporabili nikelj-vodikovo baterijo. S takšnimi baterijami so kasneje opremili tudi Mednarodno vesoljsko postajo ter vesoljski sondi Mars Odyssey in Mars Global Surveyor. V temnem delu svoje orbite se z nikelj-vodikovimi baterijami napaja tudi vesoljski teleskop Hubble. Baterije na njem so prvič zamenjali maja 2009, se pravi več kot 19 let po njihovi vgradnji in 13 let po izteku njihove pričakovane življenjske dobe.

#### Vloga vodika v kvantni teoriji
Vodikov atom H je bil zaradi svoje relativno enostavne atomske zgradbe, sestavljene iz enega samega protona in elektrona, ter enostavnega emisijskega in absorpcijskega spektra osnova razvoja teorije atomske zgradbe. Poleg tega je zaradi enostavnosti vodikove molekule H2 in pripadajočega kationa H2+
 omogočil popolnejše razumevanje lastnosti kemijske vezi.
Prve kvantne pojave, ki jih takrat še niso znali razložiti, je opazil James Clerk Maxwell pol stoletja pred nastankom kvantno mehanske teorije. Maxwell je ugotovil, da se specifična toplota vodika H2 pri temperaturah pod sobno temperaturo nerazložljivo razlikuje od specifične toplote dvoatomnega plina in postaja pri kriogenih temperaturah vedno bolj podobna specifični toploti enoatomnega plina. Po kvantni teoriji je takšno obnašanje posledica razmika med kvantiziranimi rotacijskimi energijskimi nivoji, ki so pri vodiku zaradi njegove majhne mase še posebej veliki. Ti široki razmiki med nivoji pri nizkih temperaturah zahtevajo veliko toplote za rotacijsko gibanje. Dvoatomne molekule s težjimi atomi nimajo tako razmaknjenih energijskih nivojev, zato ta pojav ni tako izrazit.

## Nahajališča
Enoatomni vodik H je najbolj pogost kemijski element v vesolju, saj tvori 75 % njegove mase in 90 % števila njegovih atomov. Večine mase vesolja seveda ne tvorijo kemijski elementi, ampak še neodkrite oblike mase, kot sta temna snov in temna energija. Elementarni vodik je v velikih količinah prisoten v zvezdah in plinskih velikanih. Oblaki molekularnega vodika H2 so povezani z nastajanjem zvezd. Kot udeleženec v reakcijah proton-proton in ciklu ogljik-dušik-kisik (CNO) jedrskega zlivanja ima ključno vlogo tudi kot pogonsko gorivo zvezd.
Večina vodika v vesolju je v enoatomni in plazmatski obliki, ki imata zelo drugačne lastnosti kot molekularni vodik. Ker v plazmi vodikov proton in elektron nista povezana, ima plazma zelo dobro električno prevodnost in emisivnost ter proizvaja svetlobo Sonca in drugih zvezd. Nabiti delci močno vplivajo na magnetno in električno polje. Sončni veter v stiku z Zemljino magnetosfero na primer povzroči Birkelandove tokove in polarni sij. Vodik v nevtralnem enoatomnem stanju se nahaja v medzvezdni snovi.
Elementarni vodik na Zemlji je pri normalnih pogojih v obliki dvoatomnih molekul H2. V Zemljinem ozračju ga je zelo malo (1 ppm volumna), ker zaradi majhne gostote mnogo laže uide Zemljini gravitaciji kot gostejši plini. Vodik je kljub temu tretji najpogostejši element na Zemljini površini. Največ ga je vezanega v vodi in ogljikovodikih. V plinastem stanju ga proizvajajo nekatere alge in bakterije. 
Molekularna oblika vodika, imenovana protonirani molekularni vodik H+
3, se nahaja v medzvezdni snovi, kjer nastaja z ionizacijo molekularnega vodika s kozmičnimi žarki, in gornjih delih atmosfere planeta Jupitra. Ion je pri teh pogojih relativno stabilen zaradi nizke temperature okolja in majhne gostote. H+
3 je eden od najbolj pogostih ionov v Vesolju in igra pomembno vlogo v kemiji medzvezdne snovi. Nevtralni triatomni vodik H3 obstaja samo v vzbujenem stanju in je nestabilen. V nasprotju s pozitivnim vodikovim molekularnim ionom H+
2 je v Vesolju redek. 

## Proizvodnja

### Laboratorijske metode
V laboratorijih se vodik običajno pripravlja z reakcijami razredčenih neoksidativnih kislin z nekaterimi kovinami, na primer cinkom, v Kippovem aparatu: 
Zn + 2H+ → Zn2+ + H2
Vodik nastaja tudi med raztapljanjem aluminija v bazah:
2Al + 6H2O + 2OH− → 2Al(OH)−4 + 3H2
Enostavna metoda za pridobivanje vodika je elektroliza vode, v kateri se na anodi sprošča kisik, na katodi pa vodik. Katoda je običajno iz platine ali kakšne druge inertne kovine. Anodni in katodni prostor morata biti ločena, da se plina ne mešata. Teoretični izkoristek elektrolize je 80-90 %:
2H2O → 2H2 + O2
Leta 2007 so odkrili, da se za generator vodika lahko uporabi zlitina aluminija in galija v peletah, ki se ji doda voda: 
2Al + 3H2O → Al2O3 + 3H2
Iz aluminija nastaja neuporabna glinica, dragoceni galij, ki preprečuje nastajanje pasivnega sloja na površini pelet, pa se lahko ponovno uporabi.

### Parni reforming
Vodik se v industrijskem merilu proizvaja po več postopkih, večinoma z odcepljanjem vodika iz ogljikovodikov. Najpomembnejši je parni reforming metana v naravnem plinu. Pri visokih temperaturah (1000–1400 K, 700–1100 °C) vodna para reagira z metanom, pri čemer nastajata vodik in ogljikov monoksid (CO): 
CH4 + H2O → CO + 3H2
Reakcija bi bolje potekala pri nizkih tlakih, vendar se izvaja pri visokih tlakih (2 Mpa, 20 atm), ker je visokotlačni H2 tržno bolj zanimiv in ker sistemi za ločevanje  nastalih plinov bolje delujejo pri višjih tlakih. Zmes plinov se imenuje sintetski plin, ker se pogosto uporablja kot tak  za proizvodnjo metanola in sorodnih spojin. Namesto metana se lahko uporabijo tudi drugi ogljikovodiki. Ena od mnogih težav, ki spremljajo to visoko dodelano tehnologijo, je nastajanje ogljika oziroma koksa: 
CH4 → C + 2H2
V parnem reformingu se zato običajno uporablja prebitek vode. Dodatni vodik se proizvede iz prebitne vodne pare z ogljikovim monoksidom, predvsem na katalizatorju iz železovega oksida. Reakcija je uporabna tudi za industrijsko proizvodnjo ogljikovega dioksida (CO2):
CO + H2O → CO2 + H2

### Delna oksidacija ogljikovodikov in premoga
Naslednja pomembna postopka pridobivanje vodika sta delna oksidacija ogljikovodikov:
2CH4 + O2 → 2CO + 4H2
in premoga:
C + H2O → CO + H2
Vodik se pogosto industrijsko proizvaja na mestu njegove porabe brez predhodnega ločevanja nastalih plinov. Takšen primer je Haber-Boschov postopek za sintezo amonijaka, v katerem se vodik pridobiva iz naravnega plina.

### Elektroliza slanice
Vodik je stranski proizvod pri proizvodnji klora z elektrolizo raztopine kuhinjske soli:
2NaCl + 2H2O → Cl2 + H2 + 2NaOH

### Termokemični postopki
Znanih je več kot dvesto termokemičnih cikličnih procesov, uporabnih za razgrajevanje vode. Nekaj več kot deset procesov, ki za pridobivanje vodika namesto električne energije uporabljajo toploto, se še raziskuje in preskuša. Med slednje spadajo cikli železovega oksida, cerovega(IV)-cerovega(III) oksida, cinka-cinkovega oksida, žvepla-joda, bakra-joda in hibridni žveplov cikel. Številni laboratoriji v Franciji, Nemčiji, Grčiji, Japonski, ZDA in drugod razvijajo termokemične metode za proizvodnjo vodika iz sončne energije in vode.

### Anaerobna korozija
V anaerobnih pogojih se železo in jeklo počasi oksidirata s protoni iz vode in jo hkrati reducirata v molekularni vodik H2. Med anaerobno korozijo železa nastane najprej železov(II) hidroksid (zelena rja):
Fe + 2 H2O → Fe(OH)2 + H2
V nadaljevanju procesa se Fe(OH)2 pod anaerobnimi pogoji lahko oksidira s protoni iz vode in tvori magnetit in molekularni vodik (Schikorrjeva reakcija): 
3 Fe(OH)2 → Fe3O4 + 2 H2O + H2
Dobro kristaliziran magnetit (Fe3O4) je termodinamsko bolj stabilen od železovega(II) hidroksida (Fe(OH)2).
Proces anaerobne korozije železa in jekla poteka v podtalnici, ki ne vsebuje kisika, in v reducirajočih zemljah pod vodno gladino.

### Geološka najdišča: serpentinizacija
Globoko v Zemljini skorji brez prisotnosti atmosferskega kisika nastaja vodik v procesu serpentinizacije z anaerobno oksidacijo železovega(II) silikata, prisotnega v kristalni rešetki fajalita, s protoni iz vode. V reakciji nastajajo magnetit (Fe3O4), kremen (SiO2) in vodik (H2):
3Fe2SiO4 + 2 H2O → 2 Fe3O4 + 3 SiO2 + 3 H2
Reakcija je zelo podobna Schikorrjevi reakciji pri anaerobni oksidaciji železovega(II) oksida v stiku z vodo.

### Električni transformatorji
Med plini, ki nastajajo v slabo izoliranih transformatorjih, je najpogostejši vodik, ki nastaja v najbolj slabo izoliranih transformatorjih in je zato prvi indikator njihove iztrošenosti.

### Ksiloza
Leta 2014 so odkrili, da lahko encimi pri 50 °C in atmosferskem tlaku razgradijo ksilozo v vodik. Izkoristek je skoraj 100 %. V proces je vključenih 13 encimov vključno s sicer neobičajno polifosfatno ksilulokinazo (XK).

## Uporaba

### Kemijski in fizikalni procesi
Velike količine vodika porabita petrokemijska in kemijska industrija, predvsem za obdelavo fosilnih goriv in proizvodnjo amonijaka. Med procese v petrokemijski industriji spadajo hidrodealkilacija, hidrodesulfurizacija in hidrokrekiranje.  Vodik se uporablja tudi za hidrogeniranje nenasičenih spojin, na primer nenasičenih maščob in olj za proizvodnjo margarine, sintezo metanola in klorovodikove kisline in redukcijo kovinskih rud.
Vodik je zelo dobro topen v mnogih lantanoidih in prehodnih kovinah in topen v nanokristaliničnih in amorfnih kovinah. Na njegovo topnost vplivajo nepravilnosti in nečistoče v kristalni strukturi. Te lastnosti so uporabne na primer za odstranjevanje sledov vodika s prepihovanjem preko vročih paladijevih diskov, v metalurgiji pa so nezaželene, ker povzročajo krhkost mnogo kovin in zakomplicirajo načrtovanje cevovodov in rezervoarjev.
Vodik se na veliko uporablja tudi v fiziki in inženirstvu, na primer kot zaščitni plin pri atomskem vodikovem varjenju. Tekoči vodik se uporablja v kriogenih raziskavah, vključno z raziskavami superprevodnosti. Zaradi majhne gostote (1⁄14 gostote zraka) se uporablja za polnjenje balonov in zračnih ladij.
V več nedavno vpeljanih aplikacijah se čisti vodik ali v zmesi z dušikom uporablja za ugotavljanje tesnosti. Metoda je uporabna v avtomobilski in kemični industriji, energetiki ter v letalski in telekomunikacijski industriji.
Vodik je zaradi svojih antioksidacijskih lastnosti odobren aditiv (E 949) za preskušanje tesnosti embalaže v prehrambni industriji.
Specifično uporabnost imajo tudi vodikovi izotopi. Devterij se uporablja v CANDU reaktorjih za upočasnjevanje nevtronov in reakcijah zlivanja jeder. Devterijeve spojine se uporabljajo v kemiji in biologiji za preučevanje izotopskega efekta v kemijskih reakcijah. Tricij, ki nastaja v jedrskih reaktorjih, se uporablja za izdelavo vodikovih bomb, kot izotopski sledilec v bioloških znanostih in vir sevanja v svetlečih premazih.
Temperatura trojne točke vodikovega ravnotežja je na mednarodni temperaturni skali (ITS 1990) definirana kot 13,8033 kelvina.

### Hladilno sredstvo
Vodik se zaradi majhne gostote in viskoznosti in najvišje specifične toplote in toplotne prevodnosti med vsemi plini uporablja kot hladilno sredstvo za generatorje v električnih centralah.

### Energent
Vodik se ne uporablja kot energent, ker se za njegovo pridobivanje  porabi več energije, kot se je pri zgorevanju sprosti. Uporablja se samo v gorivnih celicah. Devterij in tricij bi lahko bila uporabna v hipotetičnih komercialnih fuzijskih jedrskih centralah, ki so še daleč od realnosti.  Procese zlivanja vodika, ki dajejo energijo Soncu, je na Zemlji težko doseči in obvladovati. Vodik bi se lahko pridobival iz fosilnih virov, na primer metana, vendar so ti viri nevzdržni.
Gostota energije na enoto volumna tako tekočega kot komprimiranega vodika pri vseh uporabnih tlakih je znatno manjša od gostote energije tradicionalnih goriv, čeprav je gostota energije na enoto mase večja.  Elementarni vodik se kljub temu obravnava kot eden od možnih bodočih energentov. Vodik zgoreva relativno čisto. Pri tem sicer nastaja nekaj dušikovih oksidov (NOx), vendar nobenega ogljikovega dioksida (CO2). Ključno vlogo za njegovo uporabnost imajo stroški pridobivanja.

### Industrija polprevodnikov
V industriji polprevodnikov se vodik uporablja za nasičevanje prekinjenih (visečih) vezi amorfnega silicija in amorfnega ogljika, ki izboljša stabilnost lastnosti materialov. Vodik je tudi potencialni donor elektronov v različnih oksidih, na primer v ZnO, SnO2, CdO, MgO, ZrO2, HfO2, La2O3, Y2O3, TiO2, SrTiO2, LaAlO3, SiO2, Al2O3, ZrSiO4, HfSiO4 in SrZrO3.

## Biološke reakcije
Vodik je produkt nekaterih anaerobnih metabolizmov. Proizvaja ga več mikroorganizmov, običajno v reakcijah, ki jih katalizirajo železo ali nikelj vsebujoči encimi, imenovani hidrogenaze.  Encimi katalizirajo reverzibilno redoks reakcijo med H2 in njegovima dvema protonoma in dvema elektronoma. Plinasti vodik nastaja pri prenosu reducirajočih ekvivalentov, ki nastajajo med fermentacijo pirovinske kisline (CH3COCOOH) v vodo.
Razcepljanje vode, v katerem se voda razgradi v protone, elektrone in kisik, se pojavlja v reakcijah s svetlobo v vseh organizmih, v katerih poteka fotosinteza. Nekateri takšni mikroorganizmi, vključno z algo Chlamydomonas reinhardtii in cianobakterijami, so razvili drugi korak v temotnih reakcijah, v katerih protone in elektrone reducirajo v plinasti vodik specializirane hidrogenaze v kloroplastu. V zadnjem času se poskuša gensko modificirati cianobakterijske hidrogenaze, da bi učinkovito sintetizirale vodik tudi v prisotnosti kisika. Poskusi potekajo tudi z gensko modificiranimi algami v bioreaktorju.

## Varnost
Vodik ima številne nevarne lastnosti, od eksplozivnosti in vnetljivosti v mešanicah z zrakom, do dušljivosti v odsotnosti kisika. Tekoč vodik je v kombinaciji z zelo hladnimi tekočinami kriogen in lahko povzroči ozebline. Topen je v mnogih kovinah in povzroča vodikovo krhkost kovin, ki ima za posledico razpoke v cevovodih in rezervoarjih, iztekanje ter požare in eksplozije. Iztekajoči vodik se v zraku lahko spontano vžge. Plamen je izredno vroč in skoraj neviden, zato ga je s prostim očesom težko opaziti.
Interpretiranje podatkov o vodiku, vključno s podatki v varnostnih listih, motijo številni pojavi. Veliko fizikalnih in kemijskih lastnosti je namreč odvisnih od razmerja med para in orto vodikom. Vzpostavljanje ravnotežja med obema oblikama, za katero veljajo podatki v varnostnih listih, lahko pri dani temperaturi traja tudi več dni ali tednov. Podatki o njegovi eksplozivnosti, na primer kritični eksplozijski tlak in temperatura, so zelo odvisni tudi od geometrije rezervoarjev.